# Antonio Carlo dall'Acqua

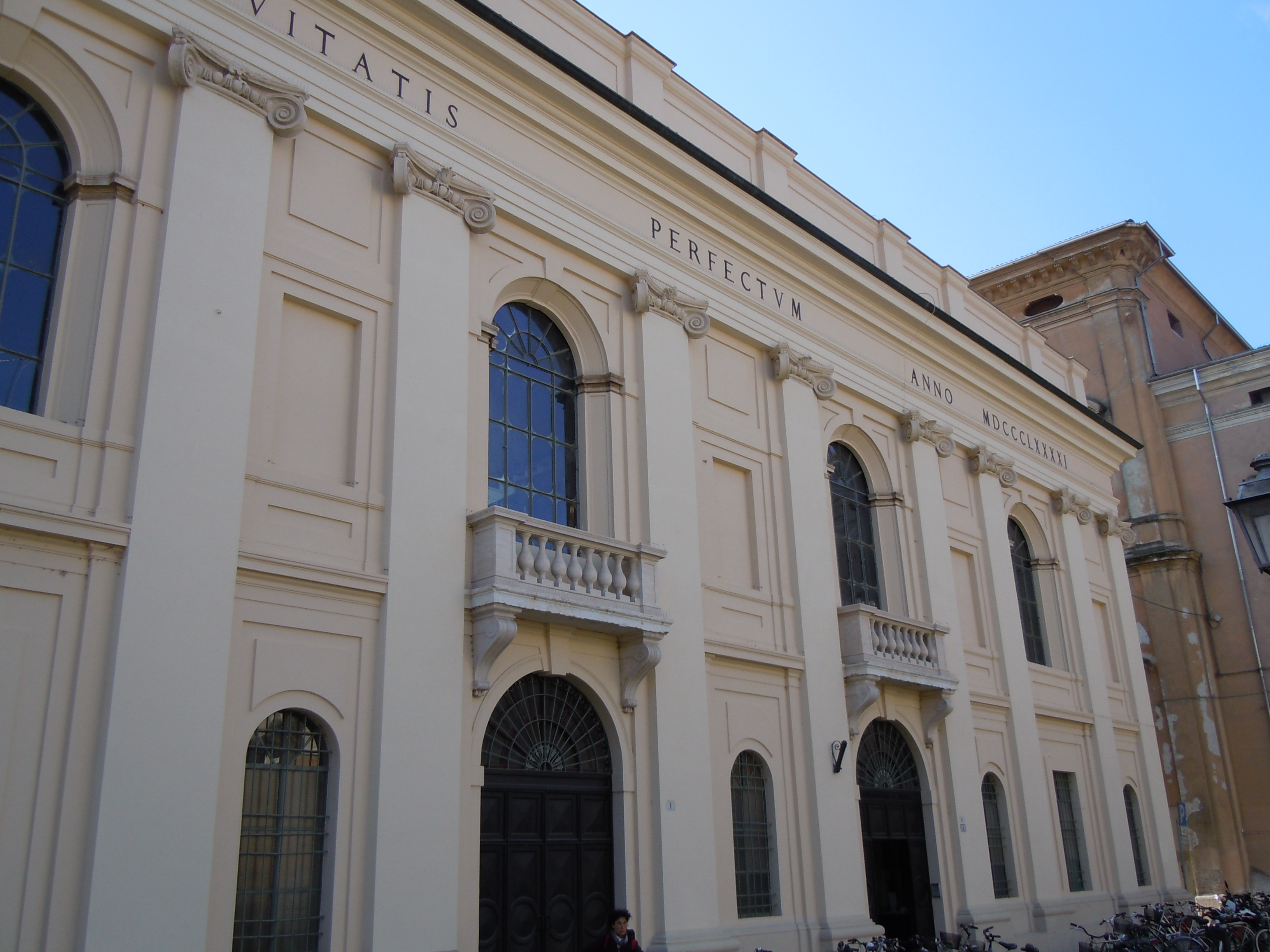
Mantova, Palazzo dell'Accademia nazionale virgiliana

Antonio Carlo dall'Acqua (Dolo, 22 marzo 1838 – Mantova, 11 ottobre 1928) è stato un architetto e letterato italiano.

## Biografia
Si laureò in ingegneria e architettura all'Università di Padova nel 1861 e ottenne il diploma di architetto presso l'Accademia di belle arti di Venezia nel
1864. Insegnò matematica a Forlì, Como, Pesaro e Mantova. Fu socio dell'Accademia Raffaello di Urbino dal 1882 e socio dell'Accademia virgiliana di Mantova dal 1890, divenendone presidente nel 1907. Pubblicò circa quaranta opere, monografie ed articoli riguardanti la storia dell'arte e dell'architettura.
Morì nel 1928.

## Opere
- Giambattista Tiepolo, dagli atti dell'Accademia virgiliana dell'anno 1896
- La prima esposizione d'arte e Venezia[4]